# Dioctria hyalipennis
Dioctria hyalipennis là một loài ruồi trong họ Asilidae. Dioctria hyalipennis được Fabricius miêu tả năm 1794.

## Hình ảnh

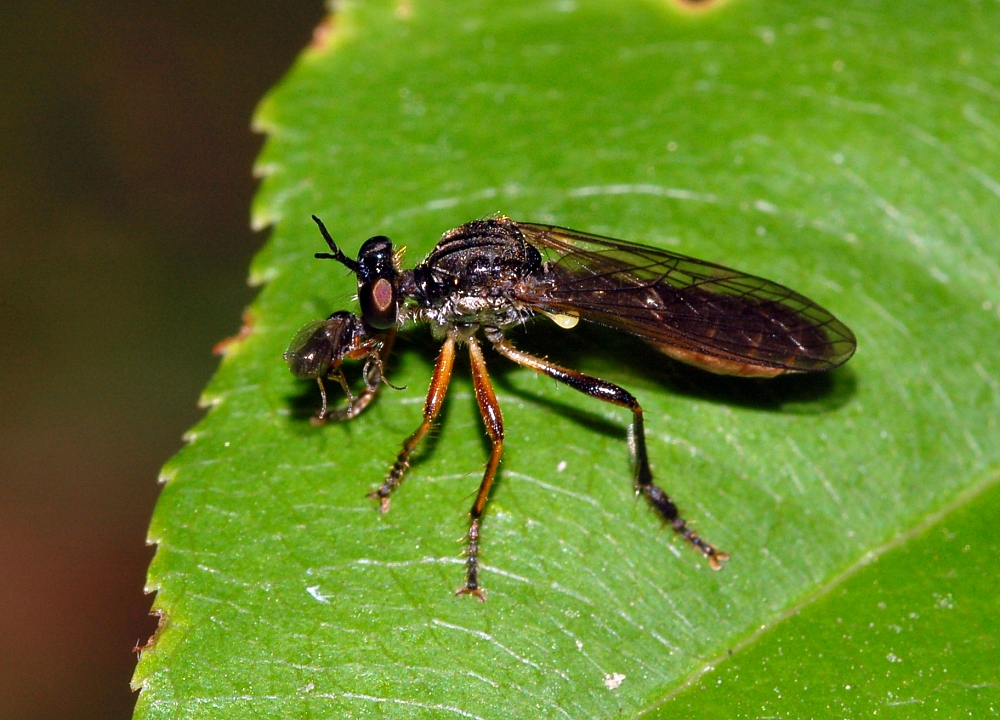
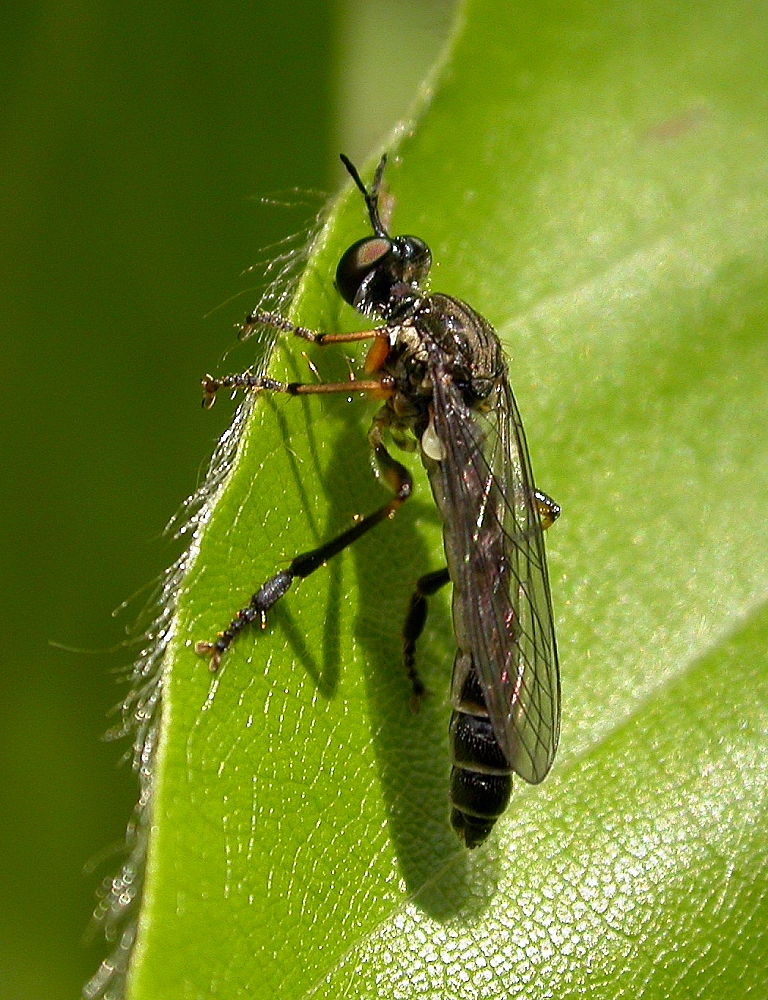
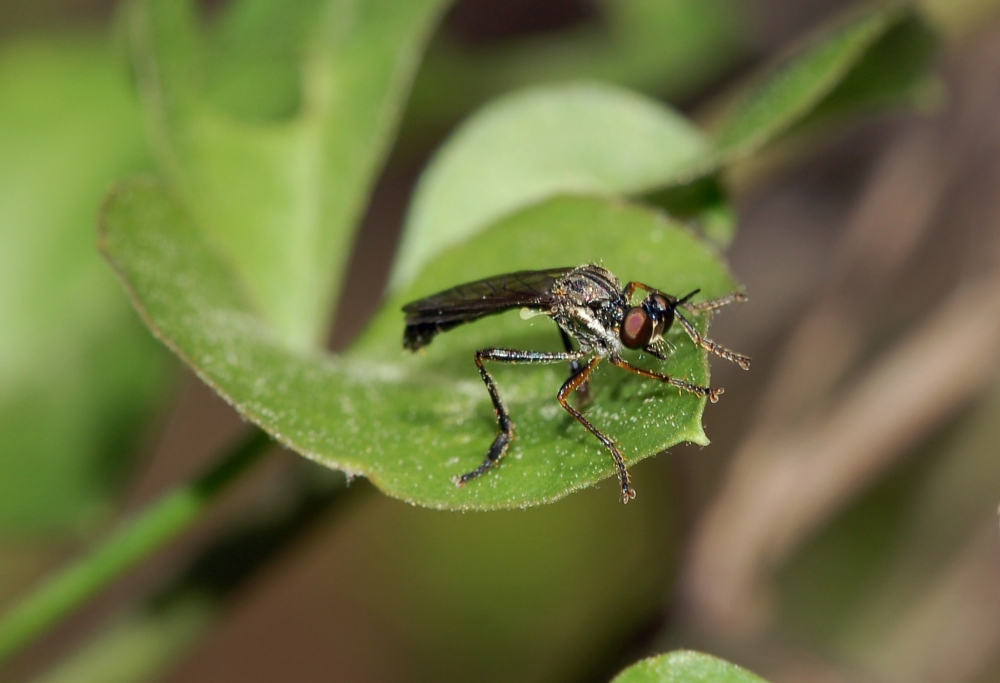
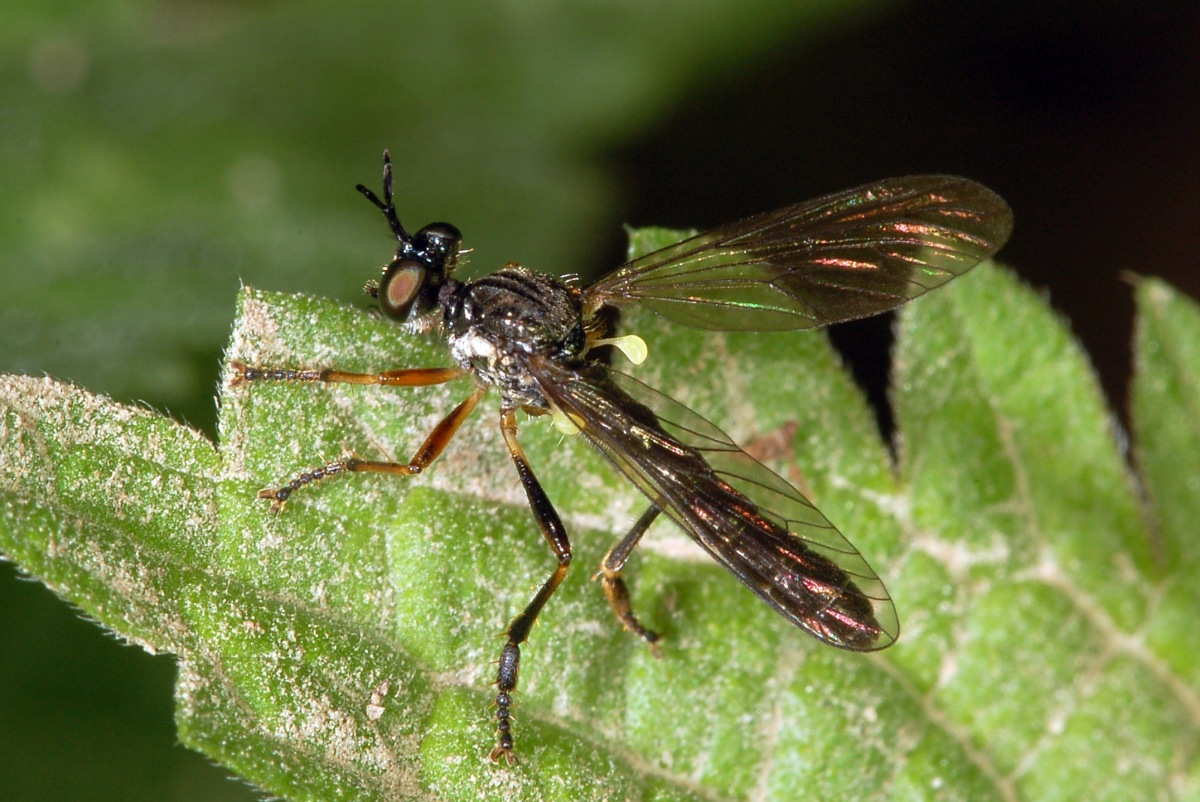